# 富源溪 (花蓮縣)
富源溪，又名麻子漏溪、白川，舊稱馬蘭鉤溪，為台灣秀姑巒溪北側的支流，發源於崙大門山南麓及沙武巒山北麓，流經花蓮縣萬榮鄉與瑞穗鄉兩鄉鎮，至瑞穗鄉瑞美村東方匯入秀姑巒溪。
富源溪上游設立有富源森林遊樂區，其中以蝴蝶谷、富源溫泉、瑞穗溫泉與富源瀑布（龍吟瀑布）聞名。

## 歷史
富源溪舊稱「馬蘭鉤（Malango）溪」，其名循阿美族語「發朗奧」之音而來。
1935年（昭和10年），日人發現不論晴雨，該溪一直保持潔白清澈，故命名為「麻子漏溪」（日語中「真白溪」之意）。1937年，又有「白川」之稱。

## 參照
- 台灣河流列表
- 秀姑巒溪
- 富源森林遊樂區

## 外部連結
- 經濟部水利署-秀姑巒溪水系地理圖
- 戀戀白川－馬蘭鉤溪小英雄 （页面存档备份，存于）
- 河川之美系列- 秀姑巒溪之卷(pdf) （页面存档备份，存于）